# Юність (фільм, 2014)
«Ю́ність» (англ. Boyhood) — фільм режисера Річарда Лінклейтера 2014 року. Стрічка знімалася впродовж 11 років, з 2002 по 2013, і зображає життя та поступове зростання від дитинства до юності головних героїв — хлопчика та його сестри.

## Сюжет
У центрі сюжету картини — життя хлопчика Мейсона. Його та сестру Саманту мама Олівія виховує сама, без чоловіка. У картині зображається, як поступово, починаючи від шести років, рік за роком, Мейсон дорослішає, спостерігає за змінами у собі та оточуючих.

## В ролях
- Еллар Колтрейн — Мейсон
- Патриція Аркетт — мати Мейсона
- Ітан Гоук — батько Мейсона
- Лорелей Лінклейтер — Саманта
- Стівен Честер Принц — Тед
- Нік Краузе — Чарлі
- Тамара Джолейн — Теммі
- Елайджа Сміт — Томмі

## Нагороди
Фільм отримав високу оцінку критиків та глядачів, на сайті Rotten Tomatoes його рейтинг склав 99%. Також картина здобула низку нагород і номінацій міжнародних кінопремій та фестивалів.
| Рік  | Нагорода                                   | Категорія                            | Номінант                            | Результат |
| ---- | ------------------------------------------ | ------------------------------------ | ----------------------------------- | --------- |
| 2014 | Берлінський кінофестиваль                  | Найкраща режисура                    | Річард Лінклейктер                  | Перемога  |
| 2014 | Берлінський кінофестиваль                  | Приз Гільдії німецького артхаусу     |                                     | Перемога  |
| 2014 | Берлінський кінофестиваль                  | Берлінер Моргенпост                  |                                     | Перемога  |
| 2014 | Берлінський кінофестиваль                  | Золотий ведмідь                      |                                     | Номінація |
| 2014 | Міжнародний кінофестиваль в Сієтлі         | Найкращий фільм                      | Річард Лінклейктер                  | Перемога  |
| 2014 | Міжнародний кінофестиваль в Сієтлі         | Найкращий режисер                    | Річард Лінклейктер                  | Перемога  |
| 2014 | Міжнародний кінофестиваль в Сієтлі         | Найкраща акторка                     | Патриція Аркетт                     | Перемога  |
| 2014 | Кінофестиваль в Сіднеї                     | Найкращий фільм                      | Річард Лінклейктер                  | Номінація |
| 2014 | Норвезький міжнародний кінофестиваль       | Премія норвезьких кінокритиків       |                                     | Перемога  |
| 2014 | Gotham Independent Film Awards             | Найкращий фільм                      | Річард Лінклейктер                  | Номінація |
| 2014 | Gotham Independent Film Awards             | Найкращий актор                      | Ітан Гоук                           | Номінація |
| 2014 | Gotham Independent Film Awards             | Найкраща акторка                     | Патриція Аркетт                     | Номінація |
| 2014 | Gotham Independent Film Awards             | Прорив актора в кіно                 | Еллар Колтрейн                      | Номінація |
| 2014 | Кінофестиваль «Хартленд»                   | Дійсно зворушливий фільм             |                                     | Перемога  |
| 2014 | Фестиваль «Південно-південний захід»       | Нагорода Луїса Блека «Самотня зірка» | Річард Лінклейктер                  | Перемога  |
| 2014 | Міжнародний кінофестиваль у Сан-Себастьяні | Приз ФІПРЕССІ                        | Річард Лінклейктер                  | Перемога  |
| 2015 | Премія «Оскар»                             | Найкращий фільм                      | Річард Лінклейтер, Кетлін Сазерленд | Номінація |
| 2015 | Премія «Оскар»                             | Найкраща режисерська робота          | Річард Лінклейтер                   | Номінація |
| 2015 | Премія «Оскар»                             | Найкраща чоловіча роль другого плану | Ітан Гоук                           | Номінація |
| 2015 | Премія «Оскар»                             | Найкраща жіноча роль другого плану   | Патрісія Аркетт                     | Перемога  |
| 2015 | Премія «Оскар»                             | Найкращий оригінальний сценарій      | Річард Лінклейтер                   | Номінація |
| 2015 | Премія «Оскар»                             | Найкращий монтаж                     | Сандра Адайр                        | Номінація |